# 1 липня
1 липня — 182-й день року (183-й у високосні роки) в григоріанському календарі. До кінця року залишається 183 дні.

## Свята і пам'ятні дні

### Міжнародні
- ООН: Міжнародний день кооперативів. Відзначається щорічно відповідно до рішення Генеральної Асамблеї ООН A/RES/47/0 від 16.12.1992 р.
- Всесвітній день архітектури.
- Всесвітній день боротьби проти бідності. (2010)

### Національні
- Україна: День архітектури України.
- Руанда: День незалежності.
- Сомалі: День союзу.
- Суринам: День свободи.
- Туреччина: День воєнно-морських сил.
- Молдова: День податкової служби.
- Лесото: День сім'ї.
- КНР: День заснування комуністичної партії КНР.
- Гонконг: День створення спеціального адміністративного району Гонконг.
- КНР,  Тайвань: Національний день моря.
- Киргизстан: День працівника податкової служби.
- Канада:
  - Національне свято День Канади (1867).
  - Ньюфаундленд: День пам'яті.
- Гана: День республіки.
- Британські Віргінські Острови: День території.
- Бурунді: День незалежності.
- Болгарія: Молодіжне свято Джулія.
- Вірменія: День працівника прокуратури.
- Індія: День лікаря.

## Події
- 1097 — хрестоносці під час першого хрестового походу розбили військо турків-сельджуків в Дорилейській долині.
- 1535 — англійський мислитель і державний діяч Томас Мор, котрий вже близько року перебував у тюрмі за відмову визнати законним розлучення Генріха VIII і принести присягу главі англіканської церкви, постав перед судом і був засуджений до четвертування, котре король замінив на відрубування голови.
- 1569 — Велике князівство Литовське й Польське королівство підписали Люблінську унію про створення федеративної польсько-литовської держави — Речі Посполитої.
- 1751 — надрукований перший том «Енциклопедії, або Тлумачного словника наук, мистецтв і ремесел», виданий Дені Дідро і Жаном Лероном д'Аламбером. За 30 років вийшло 35 томів енциклопедії. Участь в складанні енциклопедії взяли найвидатніші представники століття Просвіти: окрім видавців, це були Вольтер, Руссо, Монтеск'є, Гельвецій і інші.
- 1823 — створена федерація Сполучені Провінції Центральної Америки (включала Гватемалу, Гондурас, Сальвадор, Коста-Рику та Нікарагуа).
- 1858 — Чарлз Дарвін у Лондоні вперше представив свою теорію еволюції.
- 1859 — в Протоколах лондонського Ліннеївського товариства вперше опубліковано короткий виклад теорії природного добору Чарльза Дарвіна.
- 1863 — Почалася битва під Геттісбургом, в якій війська Півночі завдали поразки Півдню (США).
- 1867 — внаслідок об'єднання кількох британських колоній проголошено створення домініону Канада.
- 1911 — польський біохімік Казимир Функ вперше використав слово «вітамін».
- 1936 — у Нью-Йорку вперше вийшов друком роман Марґарет Мітчелл «Віднесені вітром».
- 1946 — проведено перше повоєнне випробування атомної бомби на атолі Бікіні.
- 1961 — у Торонто (Канада) відкрито пам'ятник Тарасові Шевченку.
- 1976 — Васи́ль Омеля́нович Романю́к — майбутній Святіший Патріарх Київський і всієї Руси-України Володимир — відмовився від радянського громадянства.
- 1982 — запущено перший пошуково-рятувальний супутник «Космос-1383», створений СРСР, Францією та США.
- 1989 — у Києві утворено Народний рух України.
- 1997 — Гонконг був переданий під управління Китайської Народної Республіки.
- 2013 — Хорватія приєдналася до Європейського Союзу.
- 2014 — Верховна Рада України заснувала орден Героїв Небесної Сотні.
- 2019 — в Баренцовому морі загорівся російський глибоководний атомний підводний човен АС-12 «Лошарик». Загоряння сталося в ході проведення батиметричних робіт. В результаті отруєння продуктами горіння загинули 14 членів екіпажу, в тому числі і командир.

## Народились
Дивись також Категорія:Народились 1 липня
- 1676 — Ґотфрід Вільгельм Лейбніц, німецький мовознавець, математик, фізик і філософ, засновник Бранденбурзького наукового товариства (пізніше — Берлінська АН).
- 1742 — Георг Крістоф Ліхтенберг, німецький вчений-фізик, на честь якого названі відкриті ним фігури Ліхтенберга.
- 1788 — Жан-Віктор Понселе, французький математик, механік та інженер, творець проєктивної геометрії.
- 1804 — Жорж Санд (Аврора Дюпен), французька письменниця («Консуело», «Індіана», «Орас»).
- 1902 — Вільям Вайлер, американський кінорежисер, продюсер, сценарист. Відомий за фільмами Буремний перевал, Римські канікули, Як украсти мільйон.
- 1909 — Серго Закаріадзе, грузинський актор, читець, педагог. Учень Коте Марджанішвілі і Сандро Ахметелі.
- 1916 — Йосип Шкловський, український радянський астроном, астрофізик.
- 1917 — Олег Штуль-Жданович, український політичний і військовий діяч.
- 1934 — Клод Беррі, французький кінорежисер.
- 1935 — Веджіє Кашка, ветеранка кримськотатарського руху в Криму.
- 1961 — Діана, принцеса Уельська.
- 1962 — Владислав Єрко, український художник-ілюстратор, відомий співпрацею з видавництвом «А-ба-ба-га-ла-ма-га».
- 1967 — Памела Андерсон, американська акторка, фотомодель, продюсер, автор книг, секс-символ.
- 1971 — Іван Небесний, тернопільський композитор.
- 1977 — Лів Тайлер, американська кіноакторка.
- 1992 — Юліан Грицевич (більше відомий як Падон, pad0n), український відеоблогер, стример, летсплеєр та актор озвучення.

## Померли
Дивись також Категорія:Померли 1 липня
- 1777 — Дай Чжень, китайський філософ-неоконфуціанець, вчений.
- 1784 — Вільгельм Фрідеман Бах, німецький органіст і композитор, старший син Йоганна Себастьяна Баха.
- 1884 — Алан Пінкертон, американський підприємець шотландського походження. Один з перших детективів США.
- 1896 — Гаррієт Бічер-Стоу, американська письменниця, авторка роману «Хатина дядька Тома».
- 1925 — Ерік Саті, французький композитор, предтеча ембієнту.
- 1954 — Теа фон Гарбу, німецька актриса, сценарист, письменниця-фантаст.
- 1968 — Олександр Івченко, український авіаконструктор; керівник розробки поршневих та газотурбінних двигунів для багатьох типів літаків.
- 1971 — Вільям Лоренс Брегг, британський фізик, Нобелівський лауреат 1915 року.
- 1974 — Хуан Домінго Перон, аргентинський державний та політичний діяч, тричі був обраний президентом Аргентини.
- 1980 — Сноу Чарльз Персі, англійський письменник-реаліст, фізик, хімік. Відомий за романом «Смерть під вітрилом».
- 1983 — Річард Бакмінстер Фуллер, американський архітектор, інженер і філософ-футурист.
- 2004 — Марлон Брандо, американський актор театру і кіно.